# LADYBABY
LADYBABY(일본어: レディベビー 레디베비[*])은 일본의 아이돌 그룹이다.

## 개요
2015년 3월, 의상 메이커 클리어 스톤의 홍보 유닛으로서 미스 iD 실행 위원장의 고바야시 쓰카사에 의해 결성되었다. 공식 사이트에서는 "국적, 세대, 성별 등 모든 경계를 초월하고 모든 문화를 계승, 파괴, 그리고 창조하는 신감각 엔터테인먼트 그룹"으로 표현되어 있다. 미소녀 2명 (카네코 리에, 쿠로미야 레이)와 데스 그로울을 하는 레이디비어드로 이루어져 있다.

## 역사
2015년 7월, 그룹은 첫 싱글 "Nippon Manju"를 발표하였다.
2016년 2월, 그룹은 두 번째 싱글 "Age-Age Money"를 발표하였다.
2016년 4월, 그룹은 세 번째 싱글 "Renge Chance"를 발표하였다.
2016년 8월 1일, 레이디비어드가 그룹을 탈퇴하고, 그룹은 이후 2인 체제로 "The Idol Formerly Known As LADYBABY"라는 이름으로 활동을 계속해나간다.